# Kongresshaus Garmisch-Partenkirchen

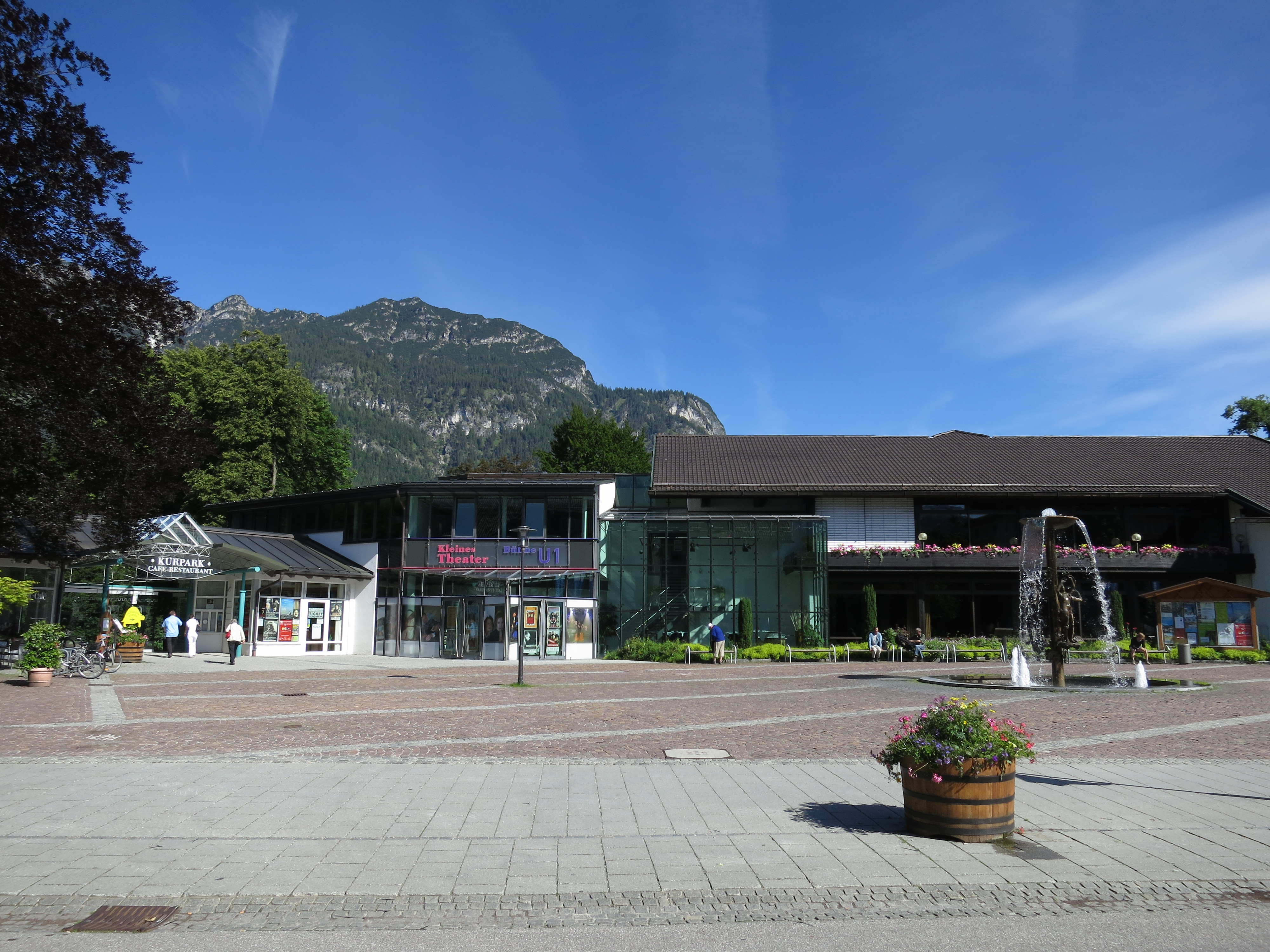
Das Kongresshaus Garmisch-Partenkirchen.

Das Kongresshaus Garmisch-Partenkirchen ist ein Kongress- und Veranstaltungszentrum in Garmisch-Partenkirchen. Es ist das größte Veranstaltungshaus in den Bayerischen Alpen.
Ursprünglich wurde Mitte der 1930er mit dem Bau eines „Festsaals“ im Ortsteil Garmisch begonnen. Zu den Olympischen Winterspielen 1936 wurde der Festsaal für offizielle Anlässe genutzt. In den folgenden Jahren nutzte das NS-Regime den Festsaal für Feierlichkeiten und Ansprachen aller Art. Der ursprüngliche Festsaal wurde zu den Skiweltmeisterschaften 1978 umgebaut und erweitert. Mit dem Richard-Strauss-Konzertsaal wurde 1964 ein weiterer Saal gebaut, der über das Kurpark Restaurant mit dem Festsaal verbunden ist. Ebenfalls wurde im Zuge des Umbaus 1978 der Konzertsaal um einen Künstlerbereich und eine Werkdienstwohnung erweitert. Ebenso gehört der Olympiasaal, in dem früher das Olympiakino untergebracht war, heute zu dem Gebäudekomplex. Der Olympiasaal befindet sich in einem Nebengebäude, in dem auch die Tourist Information untergebracht ist. 1997 wurde ein weiterer Trakt angebaut in dem sich heute neben mehreren Seminarräumen das „Kleine Theater“ und eine Kleinkunstbühne (Bühne U1) befindet. Weiter wurde bei diesem Umbau auch der Eingangsbereich des Michael-Ende-Kurparks neu gestaltet und ein Restaurant (Pavillon) am Richard-Strauss-Platz neu gebaut.
Jährlich werden neben Seminaren und Tagungen internationale Kongresse abgehalten. Darunter beispielsweise Ärztekongresse wie das MR/CT-Symposium, ein Fachkongress zur Technischen Orthopädie, der Aareon-Kongress, das Internationale Holzbauforum (IHF) oder ein Fachkongress zur Lebensmittelhygiene. Ebenso werden kulturelle Veranstaltungen wie das Richard-Strauss-Festival, die Sommerkonzertreihe „Musik im Park“ sowie Theater und Shows aufgeführt. Die Räumlichkeiten werden auch in der Funktion einer Stadthalle genutzt, beispielsweise für Bürgerversammlungen oder Informationsveranstaltungen wie beispielsweise für den G7-Gipfel auf Schloss Elmau 2015. Im Rahmen des G7-Gipfel auf Schloss Elmau 2022 wurde das Kongresshaus als Hauptquartier der Bundespolizei genutzt.
Zu den Räumlichkeiten zählen:
- Säle
- Räume für Veranstaltungen
- Theater und eine weitere Bühne